# لويس أرماندو كوردوفا دياز
لويس أرماندو كوردوفا دياز (بالإسبانية: Luis Armando Córdova Díaz)‏ هو سياسي مكسيكي، ولد في 30 ديسمبر 1968 في ولاية خاليسكو في المكسيك. حزبياً، نشط في الحزب الثوري المؤسساتي. وقد انتخب عضو مجلس النواب المكسيك.